# Comète périodique

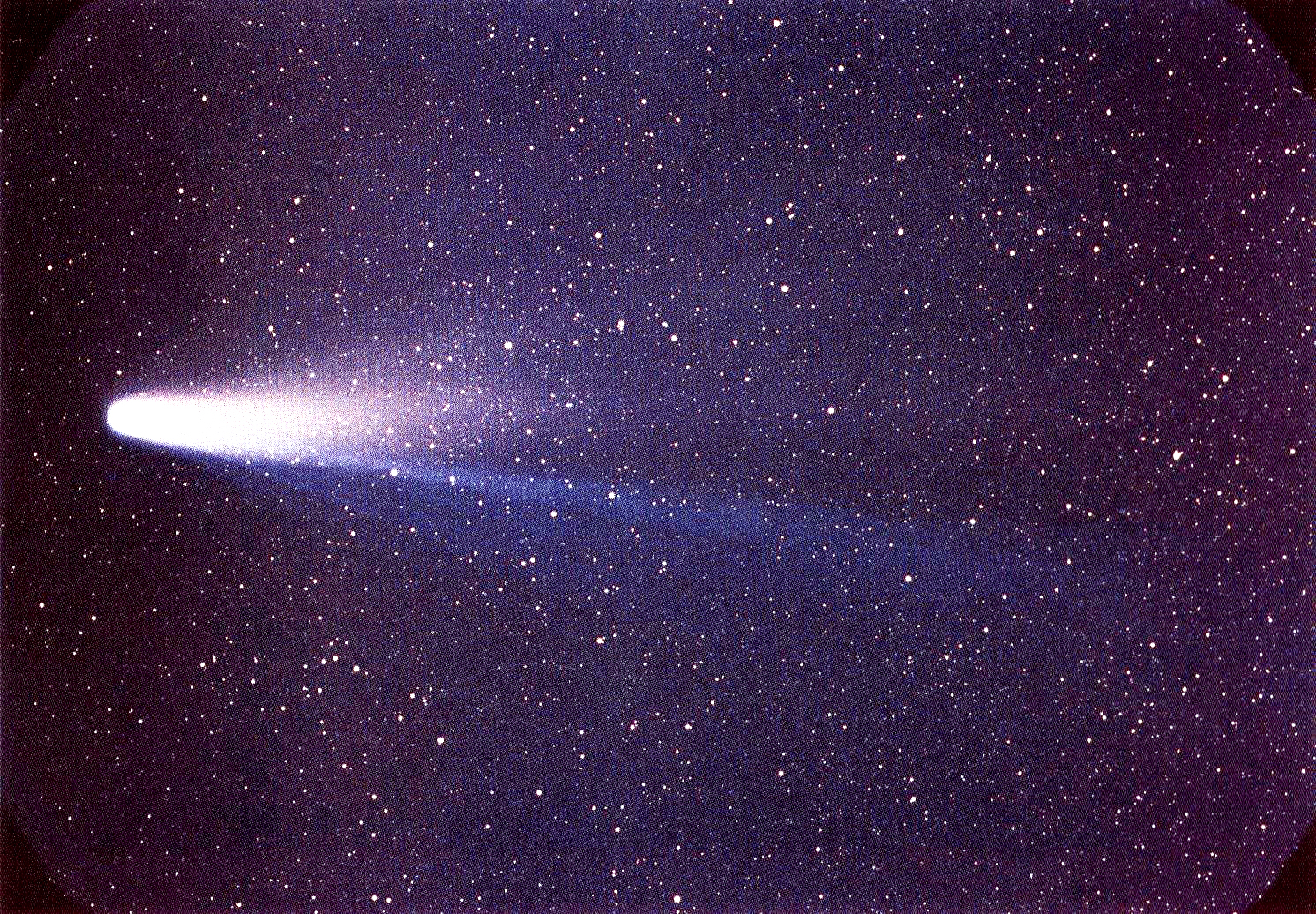
La comète de Halley lors de son passage en 1986.

Une comète périodique est une comète qui a été observée à plus d'un périhélie ou qui a une période orbitale inférieure à 200 ans, sinon elle est appelée comète non périodique.
La périodicité des comètes a été établie par Edmund Halley en 1705.
Les comètes périodiques ne reçoivent pas de désignation numérique avant d'avoir été observées à plus d'un périhélie. Dans quasiment tous les cas, les comètes sont nommées d'après leurs découvreurs (dans quelques cas, comme 2P/Encke et 27P/Crommelin, il s'agit de la personne ayant calculé leur orbite). Les orbites des comètes périodiques sont particulièrement difficiles à calculer à cause des perturbations possibles des planètes. Mais même dans ce cas, la trace de certaines comètes périodiques peut être perdue par suite d'un dégazage ou d'une fragmentation.
On catégorise parfois les comètes périodiques en plusieurs familles,  dont celle des comètes de la famille de Jupiter, dont la période est comprise entre 5 et 20 ans, et la famille de Halley, pour lesquelles la période est comprise entre 20 et 200 ans.